# Курода Такуя
Такуя Курода (яп. 黒田 卓也; нар. 21 лютого 1980, Асія, Японія) — японський джазовий музикант, композитор та аранжувальник.

## Дискографія
- Bitter and High (2010);
- EDGE (2011);
- Six Aces (2013);
- Rising Son (2014);
- Zigzagger (2016).